# ولفسبرگ ایم شوارتسوتال
ولفسبرگ ایم شوارتسوتال (به آلمانی: Wolfsberg im Schwarzautal) یک منطقهٔ مسکونی در اتریش است که در لیبنیتس واقع شده‌است. ولفسبرگ ایم شوارتسوتال ۱۰٫۵ کیلومتر مربع مساحت دارد ۳۰۴ متر بالاتر از سطح دریا واقع شده‌است.